# Наташа Ліонн
Наташа Бьянка Ліонн Браунштейн (Бронштейн, англ. Natasha Bianca Lyonne Braunstein, МФА: [/liˈoʊn/]; нар. 4 квітня 1979, Нью-Йорк) — американська акторка, сценаристка, продюсерка та режисерка. Найбільшу популярність їй принесла роль Ніккі Ніколс у серіалі «Помаранчевий — хіт сезону» (2013—2019), за яку вона отримала номінацію на премію «Еммі», а також роль Джесіки в серії фільмів «Американський пиріг» (1999—2012). 2019 року Ліонн виконала провідну роль у серіалі «Матрьошка», а у 2023 — у «Покерфейс», де також виступила однією із засновниць.
Ліонн відома й за ролями у таких фільмах, як «Всі кажуть, що я люблю тебе» (1996), «Нетрі Беверлі-Гіллз» (1998), «Детройт — місто року», «Невиправні» (обидва 1999), «Дуже страшне кіно 2», «Сіра зона», «Кейт і Лео» (2001), «Клубна манія», «Помри, матуся, помри» (обидва 2003), «Блейд: Трійця» (2004), «Роботи» (2005), «Все про зло» (2010), «Любов без зобов'язань», «Здрастуйте, мене звуть Доріс» і «Фресно» (2015).

## Ранні роки
Ліонн народилася 4 квітня 1979 року в Нью-Йорку у сім'ї ортодоксальних юдеїв Іветт Бугінґер, консультантки з питань ліцензування, і Аарона Браунштейна, який займався промоушеном у професійному боксі. Її бабуся і дідусь по материнській лінії пережили Голокост. Батьки Ліонн переживали кризу, тому щоб уникнути розлучення, вони наприкінці 1980-х емігрували в Ізраїль, але в підсумку там розлучилися. Батько залишився в Ізраїлі, а мати, Ліонн і її старший брат Адам повернулися в США. Вони знову жили в Нью-Йорку, але тепер набагато бідніше. Там Ліонн вступила в приватну юдейську школу Рамаз, але їхня сім'я переїхала в Маямі, тому дівчина закінчила навчання в Miami Country Day School. Відразу після цього Ліонн, вже одна, в 1995 році повернулася в Нью-Йорк.

## Кар'єра
Кар'єра Ліонн почалася в ранньому дитинстві, коли вона була підписана Ford Modeling Agency. У шістнадцятирічному віці вона знялася у фільмі Вуді Аллена Всі кажуть, що я люблю тебе, де виконала роль дочки персонажа Аллена. У фільмі також грали Голді Гоун, Джулія Робертс, Едвард Нортон і Наталі Портман. У наступні 10 років вона з'явилася у понад 10 фільмах, включаючи головні ролі в незалежних картинах «Нетрі Беверлі-Гіллз» та «Невиправні». У культовій комедії «Невиправні» Ліонн зіграла лесбійку, яка не готова прийняти свою орієнтацію. Родичі відправляють її в табір перевиховання, де вона захоплюється героїнею Клеа ДюВалл. Найвідоміша роль у масовому кіно — Джессіка з фільму «Американський пиріг».
У 2005—2006 роках Ліонн розв'язувала проблеми зі здоров'ям і законом, зробивши перерву в кар'єрі. Вона повернулася до роботи у 2008 році, взявши участь у бродвейській театральній постановці Two Thousand Years режисера Майка Лі. Відтоді Ліонн постійно працює на бродвейській сцені, в театрі і на телебаченні. Вона знялася у фільмі режисера Абеля Феррари 4:44 Останній день на Землі, з'являлася в серіалах Новенька, Дурман, Закон і порядок: Спеціальний корпус. За ролі у фільмах гей-тематики Ліонн отримала статус лесбі-ікони.
З 2013 року Ліонн знімається в серіалі «Помаранчевий — хіт сезону» про життя в жіночій в'язниці. Персонажка Ніккі Ніколс має багато спільного з біографією самої Ліонн. Ніккі — лесбійка, з багатої родини, яка страждала в минулому від героїнової залежності. Як і Ліонн, вона перенесла гепатит C і серцеву інфекцію. За роль в серіалі Ліонн отримала номінацію на премію «Еммі» у 2014 році.

## Особисте життя
Ліонн живе в Нью-Йорку. З 2014 року зустрічається з актором і коміком Фредом Армісеном.

### Здоров'я
У 2005 році Ліонн у важкому стані потрапила в лікарню Бет-Ізрейел з діагнозом гепатит C. За повідомленнями преси, вона перенесла серцеву інфекцію і відмову легені. Вона також пройшла курс лікування метадоном. Після п'яти місяців лікування до лютого 2006 вона проходила реабілітаційний курс в клініці «Caron Foundation».

### Проблеми з законом
У серпні 2001 Ліонн була заарештована за водіння в стані алкогольного сп'яніння, після того, як збила дорожній знак, завдавши збитків на $2500, і спробувала втекти з місця події. Вона була відпущена під заставу в $2000. У серпні 2002 року Ліонн визнала себе винною в правопорушенні. Вона була засуджена до сплати штрафу в $1000, 50 годин громадських робіт, позбавлення водійських прав на один рік та участі в роботі організації «Матері проти п'яного водіння».
У 2005 році Ліонн була виселена з квартири, яку їй здавав її друг, актор Майкл Рапапорт, у зв'язку з численними заявами сусідів про неналежну поведінку.
У 2006 році Ліонн постала перед судом за правопорушення грудня 2004 року: тоді Ліонн, зламавши двері, вдерлася до своєї сусідки, розбила її дзеркало і пригрозила сексуальним домаганням до її собаки. Суд засудив її до умовного покарання.

## Театральні роботи
- Two Thousand Years[16]
- Love, Loss, and What I Wore[17]
- Tigers Be Still[18]

## Вибрана фільмографія

### Акторка

#### Широкий екран
- 1986 — Ревнощі / Heartburn — племінниця Рейчел Семстет
- 1990 — Людина на ймення Сарж / англ. A Man Called Sarge — арабська дівчинка, котру вдарили в обличчя
- 1993 — Денніс-мучитель / Dennis The Menace — Поллі
- 1996 — Всі кажуть, я тебе кохаю / Everyone Says I Love You — Ді Джей / Джуна Берлін
- 1998 — Плем'я Кріппендорфа / англ. Krippendorf's Tribe — Шеллі
- 1998 — Нетрі Беверлі-Гіллз / англ. Slums of Beverly Hills — Вівіан Абрамович
- 1999 — Американський пиріг / American Pie — Джессіка
- 1999 — Детройт — місто рока / Detroit Rock City — Крістіна
- 1999 — Шоссе 2: Визнання обманщиці[en] / Freeway II: Confessions of a Trickbaby — дівчина
- 1999 — Я з групи підтримки / But I'm a Cheerleader — Меган
- 1999 — The Auteur Theory (Розмарі Олсон, фіналістка)
- 1999 — When Autumn Leaves
- 2001 — Запасний план / Plan B (Кей)
- 2001 — Любов на бігу / Fast Sofa (Тамар Дженсон)
- 2001 — Дуже страшне кіно 2 / Scary movie 2 — Меган Вурхіс
- 2001 — Американський пиріг 2 / American Pie 2 — Джессіка
- 2001 — Сіра зона / The Grey Zone — Роза
- 2001 — Ніч в «Золотому орлі» / Night at the Golden Eagle — Амбер
- 2001 — Кейт і Лео / Kate & Leopold — Дарсі
- 2002 — Зигзаг / Zig Zag — Дженна
- 2003 — Клубна манія / Party Monster — Брук
- 2003 — Помри, матусю, помри! / англ. Die, Mommie, Die! — Едіт Сассман
- 2004 — America Brown (Віра)
- 2004 — Будинок страху / Madhouse — Еліс
- 2004 — Блейд: Трійця / Blade: Trinity — Саммерфілд, сліпий біолог
- 2005 — Врятуйте Грейс (Божевільне кохання) / My Suicidal Sweetheart (Грейс)
- 2008 — Tricks of a Woman (Саллі)
- 2008 — Goyband (Фані)
- 2009 — The Immaculate Conception of Little Dizzle (Трейсі)
- 2009 — Loving Leah (Естер)
- 2009 — Обурення / Outrage (Моллі)
- 2010 — Jelly (Мона Геммель)
- 2010 — Heterosexuals (Еллія)
- 2010 — Все про зло / All About Evil — Дебора Тенніс
- 2011 — Нічний клуб / Night Club (пані Кітон)
- 2011 — 4:44 Останній день на Землі / 4:44 Last Day on Earth — Тіна
- 2012 — Американський пиріг: Знову разом / American Reunion — Джессіка
- 2012 — Імоджен / Girl Most Likely (Еллісон)
- 2013 — Він значно популярніший за тебе / He's Way More Famous Than You (камео)
- 2013 — Бродяга / The Rambler (Шеріл)
- 2013 — Коли найкращий друг – гей / G.B.F. — Місс Хегель
- 2013 — Clutter (Лайза Бредфорд)
- 2013 — 7E (Яель)
- 2014 — Loitering with Intent (Каплан)
- 2014 — The Quitter (Глорія)
- 2015 — Кохання без зобов'язань / Sleeping with Other People (Кара)
- 2015 — Здрастуйте, мене звуть Доріс / Hello, My Name Is Doris (Саллі)
- 2015 — Addicted to Fresno (Марта)
- 2015 — Bloomin Mud Shuffle (Джок)
- 2015 — Жах[en] / #Horror — Емма
- 2016 — Йогануті / Yoga Hosers — Табіта
- 2016 — Антинародження[en] / Antibirth — Лу
- 2016 — Втручання[en] / The Intervention — Сара
- 2016 — Джек вирушає додому[en] / Jack Goes Home — Ненсі
- 2016 — Аладдін Адама Гріна[en] / Adam Green's Aladdin — Матуся
- 2017 — День коханої[en] / Girlfriend's Day — місіс Тафт
- 2017 — Красунчик[en] / Handsome: A Netflix Mystery Movie (детектив Фльор Скоццарі)
- 2018 — Дурнуватий і безглуздий жест[en] / A Futile and Stupid Gesture (Енн Біттс)
- 2018 — Family (Джаггалетта)
- 2018 — Поліцейський пес / Show Dogs — Метті
- 2019 — Гарний хлопчик / Honey Boy (Мама)
- 2019 — До зірок / Ad Astra (Таня Пінкус)
- 2019 — Неграновані коштовності / Uncut Gems (голос Boston Player Personnel)
- 2020 — Чесний кандидат / Irresistible (Тіна де Тессант)
- 2021 — Сполучені Штати проти Біллі Голідей / The United States vs. Billie Holiday (Таллула Бенкгед[en])
- 2022 — Ножі наголо: Скляна цибуля / Glass Onion (камео)
- 2025 — Поганці 2 / The Bad Guys 2
- 2025 — Фантастична четвірка / The Fantastic Four

- TBA — Клара і сонце / Klara and the Sun

#### Телебачення
- 1986 — Пі-Ві / англ. Pee-wee's Playhouse — Опал (в шести епізодах)
- 1998 — Нежить / Modern Vampires, телефільм — Рейчел
- 2000 — Якби стіни могли говорить 2 / If These Walls Could Talk 2, телефільм (Джинн, розділ «1972»)
- 2000 — Вілл і Грейс / Will & Grace — Джилліан (в одному епізоді 3-го сезону[en])
- 2001 — Нічні видіння / Night Visions — Бетані Деніелс (в одному епізоді)
- 2002 — Похоронені живцем / Grounded for Life — Гретхен (в одному епізоді 2-го сезону)
- 2002 — Негідники з коміксів / Comic Book Villains, відеофільм (Джуді Лінк)
- 2003 — Старе загартування / Old School, телефільм (Сара)
- 2007 — Лицарі Процвітання / The Knights of Prosperity (1 епізод)
- 2011 — Новенька / New Girl — Гретхен (в одному епізоді)
- 2011 — Закон і порядок: Спеціальний корпус / Law & Order: Special Victims Unit — Джіа Ескас (в одному епізоді 13-го сезону)
- 2012 — Косяки / Weeds (Тіффані, 2 епізоди)
- 2013 — NTSF: SD: SUV (пані Барбато, 1 епізод)
- 2013 — As Da Art World Might Turn (Земора, 2 епізоди)
- 2014 — Стара душа / Old Soul, телефільм (Надя)
- 2015 — Дівчата / Girls (Рікі, 1 епізод)
- 2015 — Comedy Bang! Bang! (Кеті, 1 епізод)
- 2015 — Всередині Емі Шумер / Inside Amy Schumer — Стейсі (в одному епізоді)
- 2015—2018 — Портландія / Portlandia — різні ролі (в 5 епізодах)
- 2018 — Корпорація / Corporate (Гретхен, 1 епізод)
- 2019 — Документалістика сьогодні! / Documentary Now! (Карла Меола, 1 епізод)
- 2013—2019 — Помаранчевий — хіт сезону / Orange Is the New Black — Нікі Ніколс (81 епізод)
- 2019 — Oh Jerome, No, мінісеріал (Гретхен, 1 епізод)
- 2019 — John Mulaney & the Sack Lunch Bunch (телефільм), камео
- 2020 — Аквафіна — Нора з Квінзу / Awkwafina Is Nora from Queens (жінка в перукарні, 1 епізод)
- 2019—2022 — Матрьошка / Russian Doll — Надя Вулвокова (15 епізодів)
- 2023 — Покерфейс / Poker Face (Чарлі Кейл, головна роль)

#### Короткометражні фільми
- 1999 — Detroit Rock City: Deleted Scenes (Крістін)
- 2009 — Running Away with Blackie (портьє)
- 2014 — Beetlejuice 2 (Бітлджус)
- 2016 — Darby Forever (найгірша дівчина)
- 2016 — The Realest Real
- 2017 — Cabiria, Charity, Chastity, відеофільм (Джулз)
- 2018 — Doulo (Ріна)
- 2020 — Coca-Cola: Open (відео)
- 2020 — Lip Service (Різа, агентка звукозаписувальної компанії)
- 2022 — House Comes with a Bird (Пенн)
- 2022 — I'm Losing You (гіпнотерапевтка)

#### Подкасти
- 2018 — You Must Remember This (Клара Боу / Мей Вест, 2 епізоди)
- 2019 — The Zeta Family (оповідачка)
- 2021 — Hit Job (Б'янка)

#### Озвучування
- 2005 — Роботи / Robots (Лоретта Гіргріндер)
- 2015 — Санджей і Крейг / Sanjay and Craig — Чідо (в одному епізоді)
- 2018 — Steven Universe and the Dove Self-Esteem Project (Смокі Кварц, 1 епізод)
- 2018 — Тварини / Animals. (VHS Copy of 'Can't Hardly Wait', 1 епізод)
- 2016—2019 — Стівен Юніверс / Steven Universe — Смокі Кварц (4 епізоди)
- 2018—2020 — Ballmastrz: 9009[en] — Гез Дігзі (20 епізодів)
- 2020 — Схрестивши мечі / Crossing Swords (Нора, 1 епізод)
- 2020 — Bless the Harts (Деббі Донателло, 1 епізод)
- 2021 — Десятирічний Том / Ten Year Old Tom (Ірен, 1 епізод)
- 2022 — DC Ліга Супер-Улюбленців / DC League of Super-Pets— черепаха Мертон
- 2022 — DC League of Super-Pets: The Adventures of Krypto and Ace (комп'ютерна гра — черепаха Мертон)
- 2018—2022 — Великий рот / Big Mouth (7 епізодів, Сюзетта / Надя Вулвокова)
- 2016—2022 — Сімпсони / The Simpsons — Софі (4 епізоди)
- 2022 — Fables

### Продюсерка, режисерка та сценаристка
Продюсерка
- 1999 — Шоссе 2: Зізнання обманщиці[en] / Freeway II: Confessions of a Trickbaby — асоціативний продюсер
- 2003 — Старе загартування / Old School, телефільм
- 2014 — Стара душа / Old Soul, телефільм
- 2016 — Антинародження[en] / Antibirth
- 2017 — Cabiria, Charity, Chastity (відеофільм)
- 2022 — Sarah Cooper: Everything's Fine (спецвипуск)
- 2022 — Сирени / Sirens
- 2019—2022 — Матрьошка / Russian Doll (виконавча продюсерка, шоуранерка)
- 2022 — Краш / Crush
- 2022 — Грошва / Loot (виконавча продюсерка)
- 2023 — Покерфейс / Poker Face (виконавча продюсерка)

Режисерка
- 2017 — Cabiria, Charity, Chastity (відеофільм)
- 2019 — Помаранчевий — хіт сезону / Orange Is the New Black (епізод «The Hidey Hole», 7.09)
- 2020 — Пронизливий / Shrill (епізод «WAHAM»)
- 2020 — Аквафіна — Нора з Квінзу / Awkwafina Is Nora from Queens (епізод «Paperwork»)
- 2020 — Висока точність / High Fidelity (епізод «Weird… But Warm»)
- 2022 — Sarah Cooper: Everything's Fine (спецвипуск)
- 2019—2022 — Матрьошка / Russian Doll (4 епізоди)
- 2023 — Покерфейс / Poker Face (епізод «The Orpheus Syndrome»)

Сценаристка
- 2017 — Cabiria, Charity, Chastity (відеофільм)
- 2022 — Sarah Cooper: Everything's Fine (спецвипуск)
- 2019—2022 — Матрьошка / Russian Doll (15 епізодів)
- 2023 — Покерфейс / Poker Face (епізод «The Orpheus Syndrome»)